# Chalcides viridanus
Chalcides viridanus là một loài thằn lằn trong họ Scincidae. Loài này được Gravenhorst mô tả khoa học đầu tiên năm 1851.

## Hình ảnh

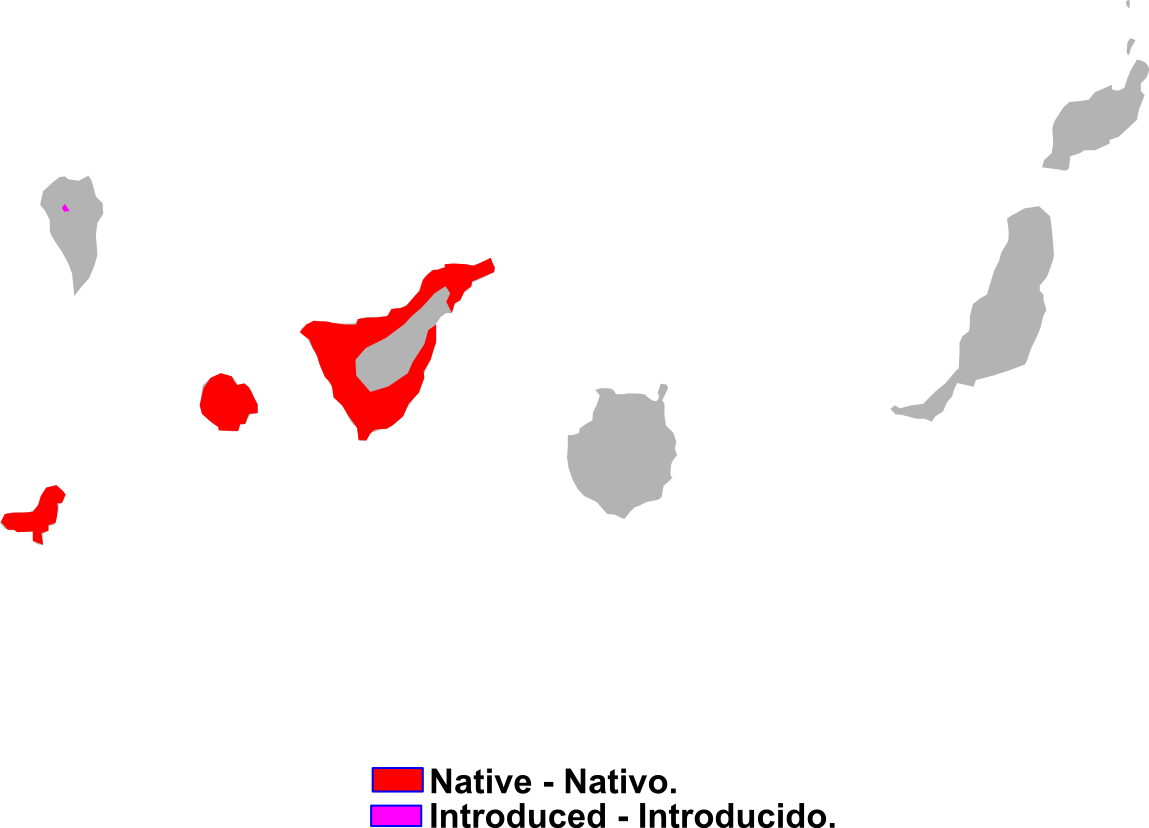
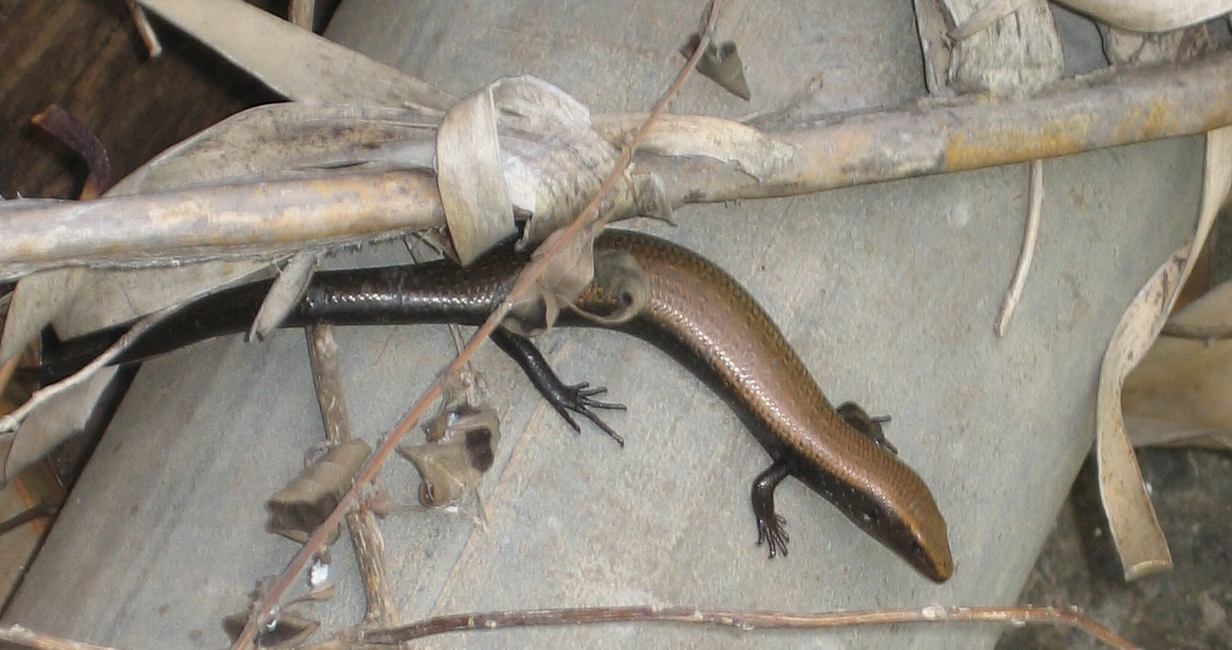
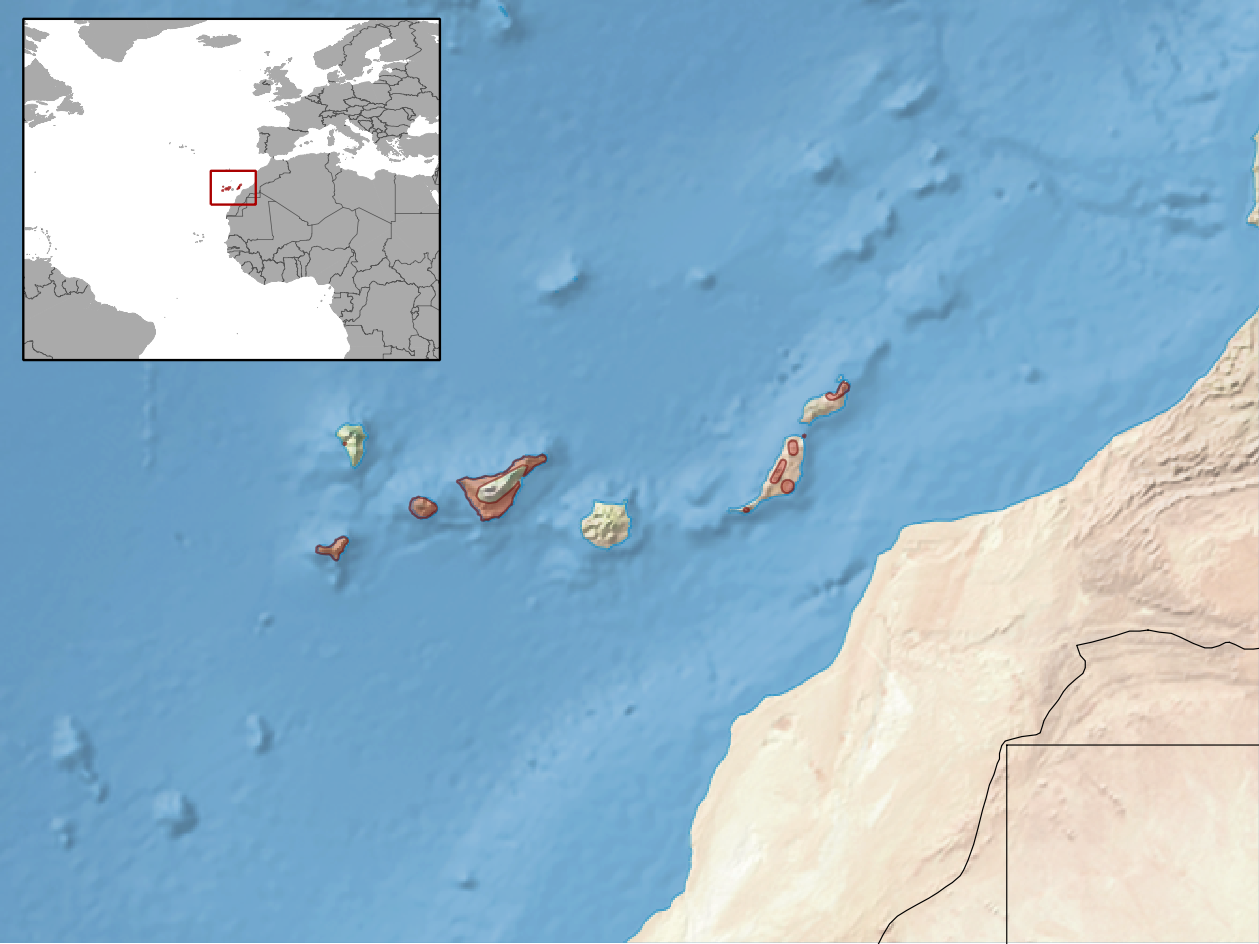